# Brasil Telecom Participações S/A
Brasil Telecom Participações, foi uma holding brasileira, que controlava a extinta empresa de telecomunicações Brasil Telecom. 
Em 2008, foi adquirida pela Telemar Participações, controladora da Oi. Em 17 de maio de 2009, a marca Oi substitui a marca Brasil Telecom no mercado.

## História
A Tele Centro Sul Participações, surgiu em 29 de julho de 1998, quando as empresas do Sistema Telebrás foram privatizadas e divididas em 14 companhias, a holding atuava nas regiões Sul, Centro-Oeste e nos estados do Acre, Rondônia e Tocantins. Em fevereiro de 2000, a holding assumiu o controle da CRT, se tornando a segunda maior empresa de telecomunicações em área de cobertura. Em abril de 2002, as empresas da holding assumem a marca Brasil Telecom.

## Composição Acionária
O capital da Brasil Telecom Participações, era dividido entre as empresas:
- Solpart Participações
- Zain Participações
- Invitel
- Techold Participações (também acionista da Solpart)

## Compra pela Oi
A Oi fez uma oferta de 5,8 bilhões de reais para comprar a Brasil Telecom. O negócio foi acertado entre as duas empresas e a Oi incorporou a Brasil Telecom no dia 17 de maio de 2009.